# Nishinoshima (isola)
Nishinoshima (西之島?) è un'isola vulcanica disabitata dell'oceano Pacifico a circa 970 km a sud di Tokyo, nelle isole Ogasawara. In passato era anche conosciuta come Isola Rosario. L'isola si era ingrandita nel 1974, dopo che una piccola eruzione ne aveva creato una nuova sezione. Il 21 novembre 2013, invece, una nuova serie di eruzioni vulcaniche  hanno ampliato ulteriormente l'isola, che è cresciuta di circa 20 volte da allora.

## Geografia fisica
Precedentemente al 1973, Nishinoshima era una minuscola isola verde che non aveva avuto eruzioni negli ultimi 10.000 anni. L'isola era tuttavia solo la punta di un vulcano sottomarino di circa 3000 m di altezza e 30 km di larghezza alla base, il cui periodo di maggiore attività fu dal tardo Pleistocene all'Olocene. 
Nel 1973, alcune eruzioni ampliarono l'isola a 700 m di lunghezza e 250 m di larghezza. Nel novembre 2013 l'isola si risvegliò e cominciò a eruttare lava da un nuovo cratere, a sud-est del principale. Questa eruzione, di tipo stromboliano si protrasse fino al 2020. Inizialmente si creò un'isoletta a circa 500 m dall'isola principale, la quale all'inizio aveva un diametro di 200 metri ed era alta 20 metri. In pochi mesi si amplió e già a fine gennaio 2014 era grande 30 volte rispetto a quando era stata scoperta; a inizio maggio 2014, dopo l'unione con Nishinoshima, il diametro congiunto era di un chilometro e l'altezza di 60 metri. La vecchia Nishinoshima venne completamente sepolta nel 2020, poco prima della fine dell'eruzione. La dimensione finale è di circa 9 km², mentre l'altezza è di 250 metri.

## Società
L'eruzione di Nishinoshima ha catturato l'attenzione del mondo intero, in modo simile alla vicenda di Surtsey (in quanto costituisce un importante sito che può essere colonizzato dalla vita).
Tuttora Nishinoshima è disabitata, ma forse in futuro verrà abitata.

## Galleria d'immagini

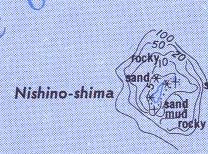
Carta dell'isola prima delle eruzioni del 2013.
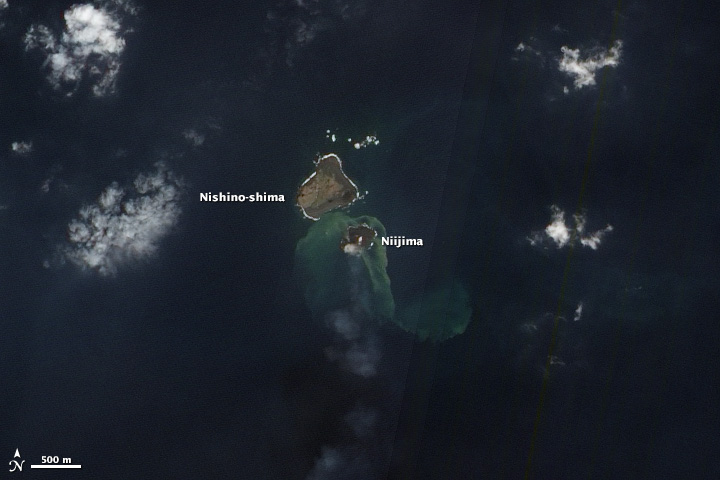
L'isola il 19 dicembre 2013.
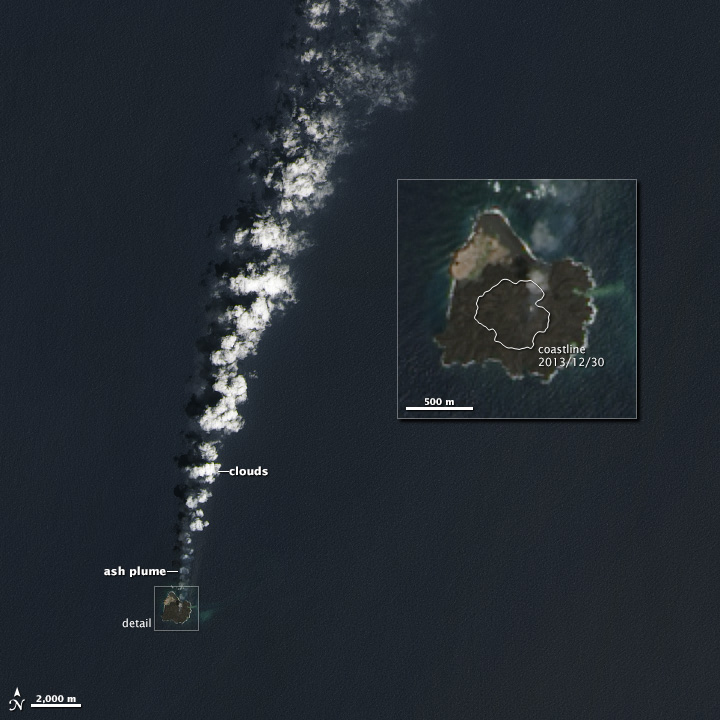
L'isola il 4 aprile 2014.
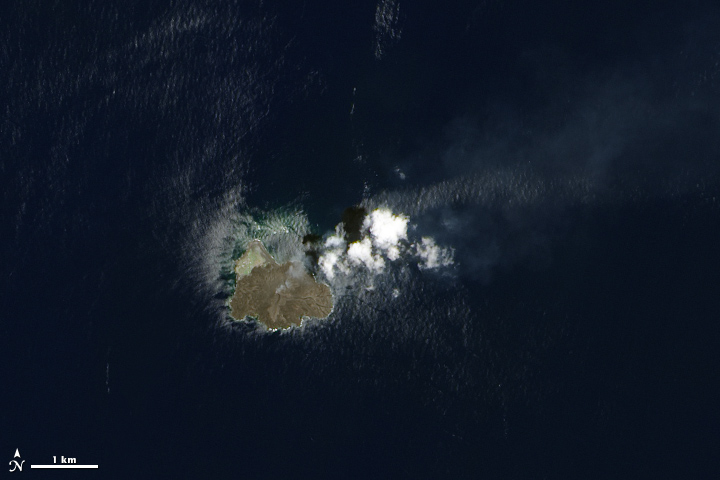
Vista dell'isola nel luglio 2014.